# Sangala choba
Sangala choba är en fjärilsart som beskrevs av Druce 1899. Sangala choba ingår i släktet Sangala och familjen mätare. Inga underarter finns listade.